# William P. Mack

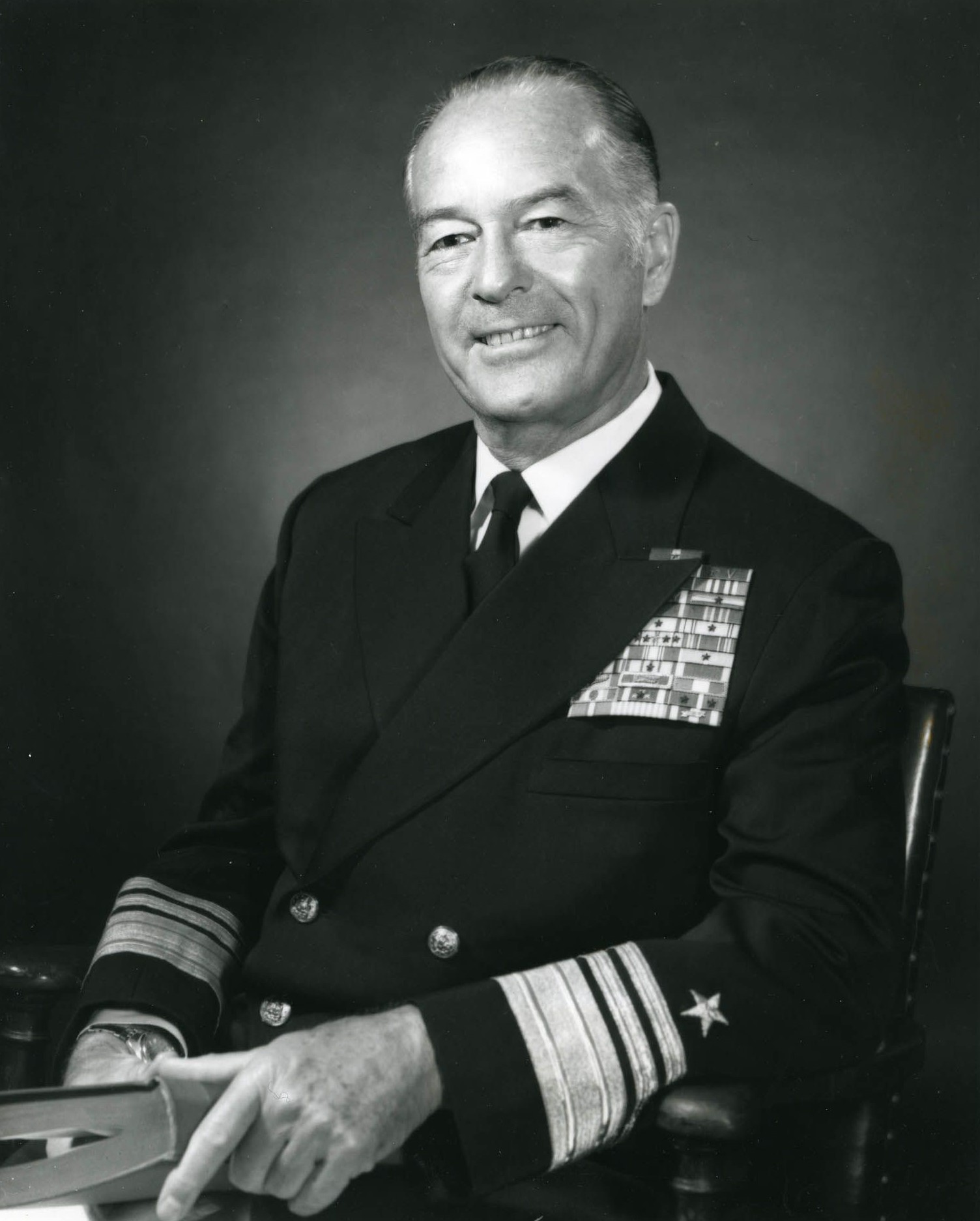
William P. Mack (1972)

William Paden Mack (* 6. August 1915 in Hillsboro, Montgomery County, Illinois; † 15. Januar 2003 in Annapolis, Anne Arundel County, Maryland) war ein Vizeadmiral der United States Navy. Er war unter anderem Leiter (Superintendent) der United States Naval Academy (USNA).

## Leben
William P. Mack war ein Sohn von A. R. Mack und dessen Frau Josephine Paden. Der Vater war Offizier in der amerikanischen Kriegsmarine, in der er es bis zum Fregattenkapitän (Commander) brachte. Im Jahr 1937 absolvierte der jüngere Mack die United States Naval Academy in Annapolis in Maryland. In der amerikanischen Kriegsmarine durchlief er anschließend alle Offiziersränge bis zum Vizeadmiral.
Nach seiner Graduation an der Marineakademie diente er zunächst auf dem Schlachtschiff USS Idaho (BB-42). Im Dezember 1939 wurde er zum Zerstörer der Clemson-Klasse USS John D. Ford (DD-228) versetzt, wo er als Waffenoffizier (Gunnery Officer) tätig war. Zum Zeitpunkt des amerikanischen Eintritts in den Zweiten Weltkrieg Anfang Dezember 1941 war er weiterhin Offizier auf der USS John D. Ford. Das Schiff war auf dem pazifischen Kriegsschauplatz eingesetzt und nahm 1942 an den Kämpfen um Java teil, die für die Amerikaner durch die Japanische Invasion Javas mit einer Niederlage endeten.
Zwischen Oktober 1942 und November 1943 gehörte William Mack zum Stab des Befehlshabers der Amphibischen Kriegsführung der Pazifikflotte. Anschließend diente er auf verschiedenen Schiffen, die ebenfalls im Pazifik eingesetzt waren. Zuletzt hatte er das Kommando über den Zerstörer USS Woodworth, das er bis zum April 1946 innehatte. Zwischen Mai 1946 und Juni 1949 leitete er die Marineschule in Bainbridge in Maryland (Officer in Charge of the U.S. Naval School, Academy and College Preparatory, at Bainbridge, Maryland). Anschließend kommandierte er bis zum Mai 1950 den Zerstörer der Gearing-Klasse USS Richard B. Anderson. In der Folge nahm er einige Aufgaben als Stabsoffizier im Hauptquartier der 1. Zerstörerflottille (Destroyer Flotilla One) wahr. Im Sommer 1953 war er für kurze Zeit als Offizier des United Nations Command am Koreakrieg beteiligt.
Von 1953 bis 1955 gehörte William Mack der Stabsabteilung für Personal im Marineministerium an. Anschließend studierte er bis zum Juni 1956 am National War College in Fort Lesley J. McNair in Washington, D.C. Danach erhielt er das Kommando über die 22. Zerstörer-Division (Destroyer Division twenty-two). Zwischen 1958 und 1961 war er in unterschiedlichen Funktionen Stabsoffizier im Marineministerium. Danach kommandierte er zwischen April 1961 und Juni 1962 die 28. Zerstörerstaffel (Destroyer Squadron twenty-eight). Danach gehörte er für einige Zeit dem Stab der Joint Chiefs of Staff an, ehe er zum Stab des Marineministeriums zurückkehrte. In die Zeit bei den Joint Chiefs of Staff fielen unter anderem die Kubakrise und der Beginn des verstärkten amerikanischen Engagements im Vietnamkrieg. Im Mai 1966 erhielt er das Kommando über die Amphibious Group Two, das er bis zum März 1967 innehatte.
Zwischen März 1967 und Januar 1969 gehörte er ein weiteres Mal dem Stab des Marineministeriums an. Damals war er als Chief of Legislative Affairs für die Verbindung des Marineministeriums zum Kongress zuständig. Es folgte eine Versetzung zum Verteidigungsministerium. Dort gehörte er der Stabsabteilung für Personal und Reserveangelegenheiten (Manpower and Reserve Affairs) an. Im Juni 1971 wurde er mit dem Oberbefehl über die 7. Flotte (Seventh Fleet) betraut. Diese operierte im Pazifik und im Indischen Ozean und war an Kampfhandlungen im Vietnamkrieg beteiligt.
Am 16. Juni 1972 übernahm William Mack als Nachfolger von James F. Calvert als Superintendent die Leitung der Marineakademie in Annapolis. Dieses Amt bekleidete er bis zum 1. August 1975, als Kinnaird R. McKee seine Nachfolge antrat. Damals wurde die Akademie für alle Rassen und Geschlechter zugänglich. Anschließend schied er aus dem aktiven Militärdienst aus.

## Letzte Jahre
Nach seiner Pensionierung veröffentlichte Mack einige Bücher, im Wesentlichen über militärische Marinethemen. Er starb am 15. Januar 2003 und wurde auf dem Friedhof der Marineakademie in Annapolis beigesetzt.

## Orden und Auszeichnungen
William Mack erhielt im Lauf seiner militärischen Laufbahn zahlreiche Auszeichnungen, darunter die Navy Distinguished Service Medal.